# Gui de Brionne
Pour les articles homonymes, voir Gui de Bourgogne.
Gui de Brionne ou Gui de Bourgogne (v. 1025-1069[réf. nécessaire]), est le deuxième fils de Renaud Ier (986-1057), comte de Bourgogne, et d'Adélaïde (ou Alice) de Normandie,.

## Biographie
Gui est, d'après Wace, élevé à la cour normande. En 1035, à la mort du duc de Normandie Robert le Magnifique, Gui est l'un de ses possibles successeurs. En effet, le duc n'a pas de descendance légitime, et Gui est son neveu grâce à sa mère. Mais c'est le fils illégitime de Robert, son cousin Guillaume le Bâtard (futur Guillaume le Conquérant), alors jeune enfant, qui est désigné.
Vers 1040, Gui possède les importants châteaux forts de Brionne, sur la Risle, et de Vernon, sur la Seine. Il les a reçus après la mort de Gilbert de Brionne (mort vers 1040) du duc Guillaume. Il a aussi reçu la seigneurie de Brionne avec le titre de comte. Il décide alors de s'emparer du pouvoir ducal et parvient à rassembler autour de lui une forte coalition de barons normands, venant de toutes les parties du duché. Selon Guillaume de Poitiers, Gui visait soit le trône ducal, ce qui aurait été inhabituellement ambitieux, soit voulait se procurer la plus grande partie du duché ; le choix stratégique n'est finalement pas si clair.
Cette révolte aurait commencé par une tentative d'assassinat ratée à Valognes. Le duc Guillaume obtient alors l'aide de son suzerain, le roi Henri Ier de France. S'ensuit la bataille du Val-ès-Dunes, en 1047, à laquelle les forces rebelles sont mises en déroute par l'armée franco-normande.
Gui de Brionne, blessé, réussit à échapper à la capture sur le champ de bataille. Il se réfugie alors dans son château de Brionne, avec une importante troupe armée, et en renforce les fortifications. Il aurait fallu trois ans au duc Guillaume pour l'en déloger.
Gui de Brionne est banni de Normandie et trouve refuge un temps auprès de son oncle Geoffroy II, comte d'Anjou. Il tente par la suite de ravir le comté de Bourgogne à son frère Guillaume.

### Sources
- (en) David Charles Douglas, William the Conqueror : the Norman impact upon England, Berkeley, University of California Press, 1992, 476 p. (ISBN 978-0-520-00350-7), p. 47-55.